# Break on Through (To the Other Side)
Break on Through (To the Other Side) è il primo singolo dei Doors, pubblicato negli USA nel 1967.

## Tracce
1. Break on Through (To the Other Side) – 2:24
2. End of the Night – 2:49

## Descrizione
È tratto dal primo album della band, The Doors, del quale è il brano d'apertura. 
Esistono due versioni identiche del brano registrato in studio: nella prima versione la voce di Jim Morrison canta per quattro volte "she gets high", mentre nella seconda alla voce di Morrison viene tagliata la parola "high" nelle prime tre ripetizioni.

## Struttura musicale
La canzone è in 4/4 ed ha un ritmo piuttosto sostenuto, di matrice jazzistica; la melodia ricorda quella di Stranger Blues del chitarrista blues Elmore James. Il brano si caratterizza per un insolito assolo di organo in cui alcune note sono volutamente fuori posto, mentre il giro di basso, lievemente somigliante a quello tipico della salsa, prosegue quasi invariato per tutta la durata del pezzo.
Al minuto 1:08 Morrison canta la frase "Everybody Loves My Baby", la cui melodia è una probabile citazione da Everybody Needs Somebody to Love di Solomon Burke.

## Cover
- Gli Stone Temple Pilots hanno interpretato una cover del brano per l'album tributo ai Doors Stoned Immaculate: The Music of The Doors.
- La canzone è stata eseguita anche da Mark Wilburn.
- La band hard rock messicana La Cuca l'ha inclusa come traccia fantasma nell'album La Racha.

## Presenza in altri media
- Break on Through (To the Other Side) è presente nella colonna sonora del videogioco Tony Hawk's Underground 2.
- La canzone si ascolta brevemente anche nei film Forrest Gump e Jarhead.
- Nell'episodio dei Simpsons Io amo Lisa, Krusty il Clown la canta durante un flashback.[4]

## Classifica
| Anno | Singolo                                               | Classifica        | Posizione |
| ---- | ----------------------------------------------------- | ----------------- | --------- |
| 1967 | Break on Through (To the Other Side)/End of the Night | Billboard Hot 100 | 126       |